# Christine Beckers
Pour les articles homonymes, voir Beckers.
Christine Beckers (dite « Christine »), née le 4 décembre 1943 à Uccle en Belgique, est une pilote automobile belge ayant brillé dans toutes les disciplines : circuit (tourisme et prototypes), rallye, rallye-raid, course de côte, slalom, et même NASCAR en 1977.

## Biographie
Elle fait ses débuts en 1966 en rallye au volant d’un NSU. Elle pilote pour cette marque allemande pendant 2 ans, remportant le Challenge éponyme en 1967, année où elle participe à 29 épreuves dont l'édition des 24 heures de Spa-Francorchamps avec Marie-Claude Beaumont. Elle obtient alors son premier titre de Championne de Belgique des Conductrices.
En 1968, après plusieurs succès en NSU 1000 TT et quelques courses en monoplace Formule Vee, elle est engagée comme pilote officielle par Alfa Romeo Benelux. En 37 épreuves, tant en circuit qu'en rallye, elle gagne régulièrement sa classe en Alfa Romeo GTV. Point d'orgue de sa saison, elle remporte, au volant de l'Alfa Romeo GTA SA du Team Lucien Bianchi le classement général de la course de côte d'Houyet.
Elle participe à onze reprises aux 24 Heures de Spa, y disputant sa dernière course officielle sur circuit en juillet 1980. Elle s’est également engagée quatre fois aux 24 Heures du Mans entre 1973 et 1977, et s'y distingue particulièrement en 1974, épaulée par la Française Marie Laurent et la Belge Yvette Fontaine, en remportant l'épreuve à bord de la Chevron Seiko en classe 2 Litres. En 1976, elle intègre la prestigieuse écurie Inaltéra, avec Henri Pescarolo et Jean-Pierre Beltoise, en équipe avec Jean-Pierre Jaussaud et Jean Rondeau. En 1977, associée à Lella Lombardi (seule femme ayant marqué un point au Championnat du monde de Formule 1), elle obtient le meilleur classement féminin existant pour la compétition à ce jour (11e au général), malgré une série de tête-à-queue consécutif à un court-circuit du coupe circuits à plus de 320 km à l'heure dans la ligne droite des Hunaudières. En pleine nuit, elle répare seule son Inaltéra, ce qui lui coûte plus de 2 heures d'arrêt, tant sur la piste que dans les stands.
Elle fut fiancée au Français Roger Dubos (de) (responsable de l'école de pilotage du circuit d'Albi, et champion de France de Formule MEP en 1969). Celui-ci meurt lors de l'édition 1973 des 24 Heures de Spa au cours d'un accident avec l'Allemand Hans-Peter Joisten.
Par ailleurs, elle participe à trois éditions du Paris - Dakar, en 1979, 1980 et 1982.
Éclectique, elle reste la seule Européenne à s'être qualifiée en Nascar sur l'ovale de Daytona. Sur ce circuit mythique, elle prend part à deux éditions des 24 Heures, au volant de l'Inaltera et de la BMW M3.
Journaliste de formation, elle exerce pleinement ce métier après son retrait de la compétition, notamment dans des revues automobiles. Elle pratique également la moto, l'aviation, le parapente et le quad. Elle a effectué plusieurs traversées de déserts avec son second mari Louis Schmitz. Ensemble, ils sponsorisent Thierry Boutsen en Formule 1, avant d'adopter, avec l'aide de Thierry et Ayrton Senna, deux enfants originaires du Brésil.

## Palmarès

### Titres
- Cinq fois Championne de Belgique des conductrices, en 1967, 1968, 1969, 1970, 1972 et 1974;

### Victoires et classements notables
- Rallye Paris-Saint-Raphaël Féminin en 1974, sur Lancia Stratos HF (dernière édition de la course, comptant pour le Championnat d'Europe des rallyes);
- Vainqueur de classe 2 litres aux 24 Heures du Mans en 1974, sur Chevron B23 avec Yvette Fontaine (17e au général pour l'écurie Seiko Scato, associées à Marie Laurent (de));
- Coupe des Dames du Rallye Dakar 1979 en Toyota Land Cruiser avec Dominique Fougerouse et avec Marguerite Ondarts en 1980, 7e au général en Range Rover Bastos avec Thierry Gérin et Marc Stinghlamber.
- 2e du Tour d'Italie automobile en 1974, sur Fiat-Abarth SE-030 avec Giorgio Pianta;
- 2e à l'AGACI 300 de Montlhéry en 1970, sur Alfa Romeo T33/2, derrière Bob Wollek
- 3e du Grand Prix (6 Heures) du Nürburgring en 1970, sur Alfa Romeo 2000 GTAm;
- 4e des 12 Heures de Huy en 1969, sur Alfa Romeo Spider (Duetto);
- 7e des 24 Heures de Spa en 1973, sur Opel Commodore avec Patrick Nève et Huub Vermeulen;
- 7e des 4 Heures du Mans en 1971, sur Chevron B21 avec Roger Dubos;
- 7e des 3 Heures du Cap en 1969, sur Alfa Romeo GTV avec le Zambien Basil van Rooyen;
- 8e du Tour de France automobile en 1971, sur Porsche 911 S avec Ennio Bonomelli;
- 8e des 12 Heures d'Ypres en 1968, sur Alfa Romeo Giulia GT Veloce avec Étienne Stapaert;
- 9e du Championnat d'Europe FIA des voitures de tourisme en 1970, sur Alfa Romeo GTV et GTAm 2 litres pour Alfa Romeo Benelux et Autodelta (4e des 4 Heures de Monza -9e en 1969-, 5e à Salzbourg, 5e au GP de Budapest, 4e au GP de Brno, 3e au Nürburgring et 4e des 4 Heures de Jarama)[2];
- 9e des 1 000 kilomètres de Spa en 1973, sur Chevron B21 avec Roger Dubos;
- 10e du Rallye des Tulipes en 1970, sur Alfa Romeo 1750 SV avec Gaby Arend;
- 11e des 24 Heures du Mans en 1977, sur Inaltéra LM77 (Gr. 6) avec Lella Lombardi.

(Nota Bene: elle fut encore associée dans l'épreuve mancelle à Jean Rondeau et Jean-Pierre Jaussaud en 1976, pour l'obtention d'une 21e place sur Inaltéra)

## Distinction
- "Mention d'honneur" du Royal Automobile Club de Belgique, en décembre 2007.

## Remarque
- Seule européenne à s'être qualifiée en NASCAR à Daytona (Firecracker 400) en 1977.